# Inocêncio de Faria e Aguiar
Inocêncio de Faria e Aguiar (Lisboa, 1709 - Lisboa, 1792), nobre, cavaleiro da Ordem de Cristo, exerceu as funções de oficial papelista do Conselho da Fazenda, e foi conhecido por Cavaleiro Faria pelos seus desenhos artísticos à pena.
Foi pai de Carlos Xavier Faria e Aguiar, igualmente cavaleiro da Ordem de Cristo.
Enquanto desenhador, foi "um artista singular, tanto na expressão gráfica como nos assuntos que aborda, dos inéditos temas militares, às paisagens com grandes ruínas clássicas, vistas de aldeias, estalagens rurais, romarias ou festas campestres".